# Freak Street

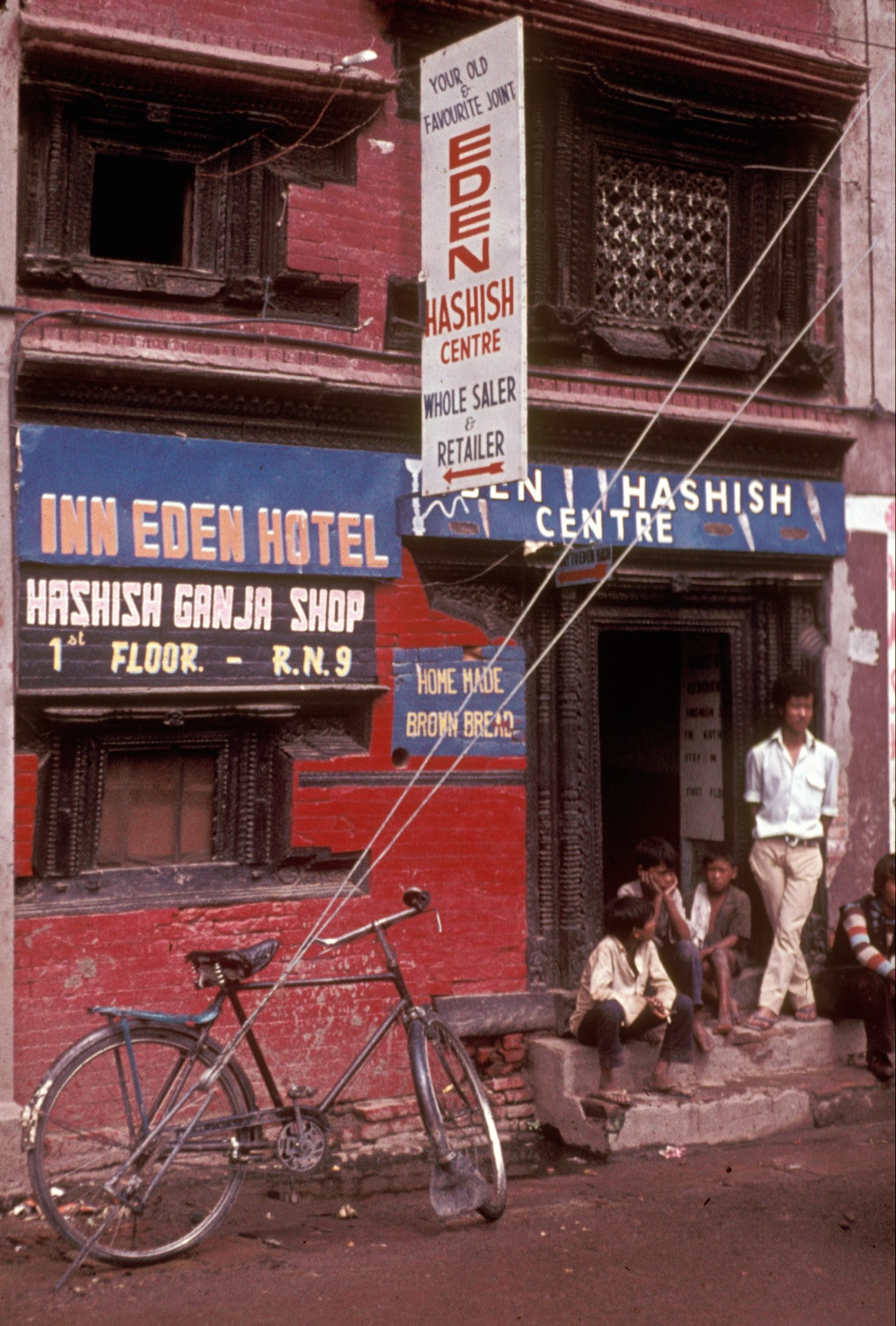
Boutique de haschich à Freak Street (en 1973).

Freak Street, (le nom officiel népalais étant Jhochhen Tole) est une courte rue, étroite et piétonnière, située au sud du « Durbar Square » de Katmandou (Népal). Cette rue du vieux Katmandou a reçu de manière informelle (et non officielle) ce nom par suite de la présence, dans les années 1960 et 1970, de nombreuses boutiques de haschich, alors en vente libre au Népal. Un grand nombre de hippies aboutissaient à Freak Street, étape ultime de leur « route de Katmandou ». Aujourd’hui (2010) la rue a repris un aspect ordinaire de « rue pour touristes », même si l’ancien nom est encore présent sur nombre d’enseignes.

## Histoire
Freak Street était le point d’arrivée de la « route de Katmandou » des hippies des années 1960 et 1970.  L’attraction principale de Jhochhen Tole (dans le quartier de Basantapur) était alors l’abondance des boutiques de drogues dures, ainsi que de haschich, disponibles en vente libre dans la ville. La présence de nombreux hippies, principalement originaires d’Europe et d’Amérique du Nord, et leur comportement comme accoutrement détonnant dans le milieu traditionnel népali, donna rapidement un aspect spécial à la rue qui en acquit le nom de « Freak Street ». 
Des services de bus direct pour Freak Street étaient organisés à partir de l'aéroport et de la frontière indienne pour les hippies cherchant à rejoindre Freak Street. Freak Street était leur nirvana... Ils pouvaient y acquérir sans être inquiétés les drogues les plus dures — les boutiques avaient une licence gouvernementale —  et les fumer en toute légalité. Un grand nombre de jeunes occidentaux, en rupture avec leur milieu, famille et culture, et cherchant à se distancer politiquement, socialement géographiquement et psychologiquement fréquentaient Freak Street, d’autant plus qu’une communauté hippie, un groupe contre-culturel actif, commençait à s’y former.

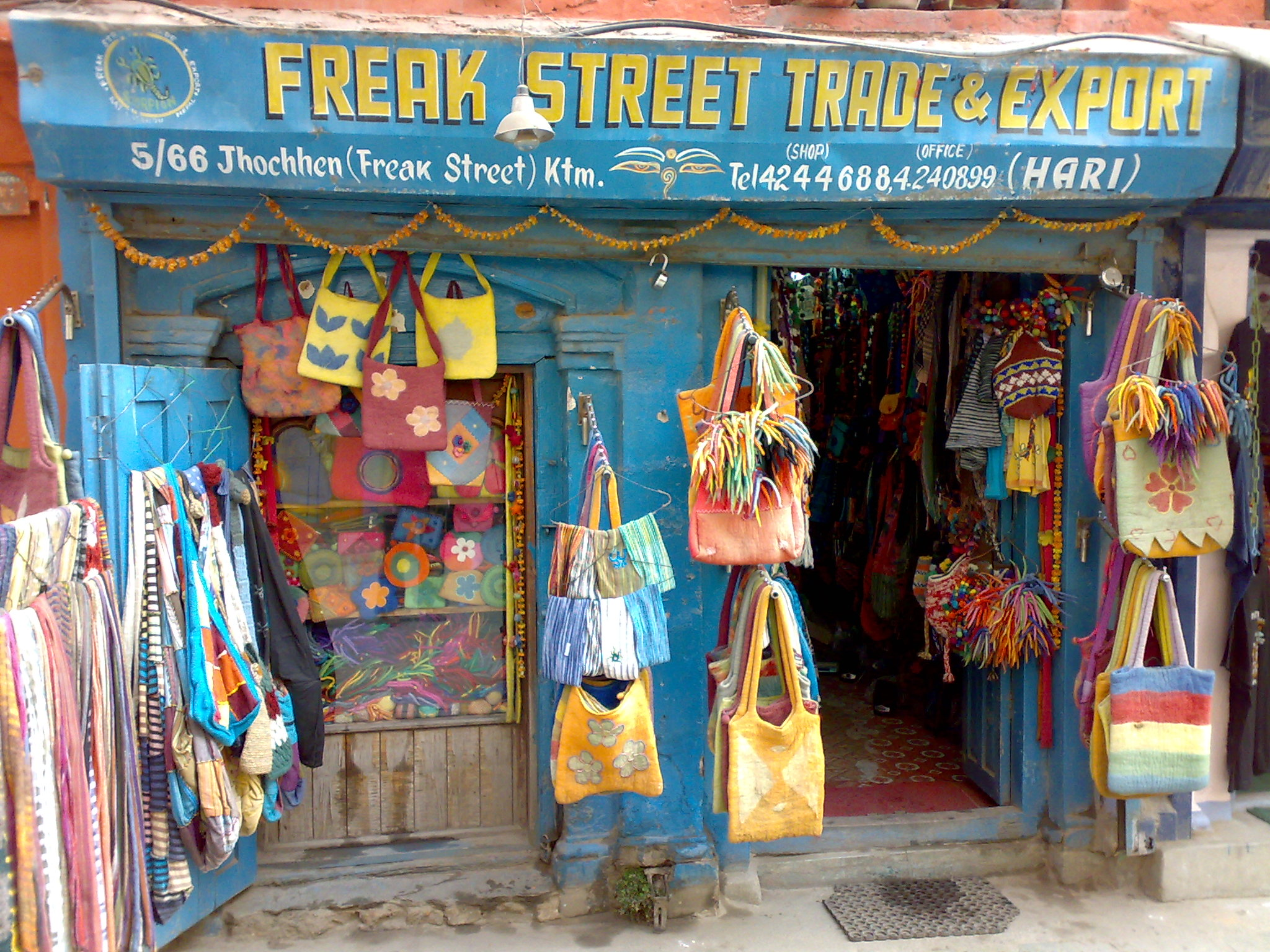
En 2009, tourisme « ordinaire » à Freak Street.

Au début des années 1970, le gouvernement du Népal commença à s’inquiéter du phénomène. Un règlement pour touristes fut introduit, avec code vestimentaire strict et comportement public « décent ». Pour diverses raisons (surtout de « séjour illégal ») de nombreux hippies furent expulsés vers l’Inde. Sous la pression de gouvernements occidentaux, et particulièrement des États-Unis, le gouvernement népalais en vint à interdire la production et la vente de haschish et de marijuana au Népal.    
Devenus vulnérables et ayant perdu leur liberté les hippies se retirèrent progressivement ou rentrèrent dans le rang.  Le mouvement hippie disparut de Freak Street à la fin des années 1970. Le tourisme culturel habituel, avec magasins d’antiquités ou de souvenirs, librairies touristiques, cafés, restaurants et snack-bars, lié à la proximité immédiate de Durbar Square, remplaça le tourisme hippie. Cependant de nombreuses échoppes (qui ne vendent plus de haschich) portent encore le nom de Freak Street (avec Jhochhen Tole) sur leur enseigne. Ou parfois : « Old Freak Street » pour indiquer que cette époque est bien révolue.